# عبد الله عبد ربه
عبد الله عبد ربه، لاعب كرة قدم سعودي سابق.
هو عبد الله عبد ربه فرج العبد الله، مواليد العاصمة الرياض عام 1379هـ، وقد كان يلعب مع نادي النصر ومثل المنتخب السعودي.
ويلعب عبد الله في مركز الوسط والهجوم.
وكانت مسيرته الكروية قصيرة حيث امتدت لسبع سنوات وتحديداً منذ 1397هـ وحتى 1404هـ. ولكن حصد الكثير من البطولات مما جعله لا يفارق ذاكرة النصراويين.

## مسيرته مع المنتخب
يقول «اخترت للمنتخب لأول مرة على مستوى درجة الشباب عام 1398ه في الدورة الآسيوية ببنجلاديش ثم استدعيت للمنتخب الأول في نفس العام للمشاركة بدورة تايلندا الآسيوية وتخللها معسكر للمنتخب الأول في قبرص واليونان تحضيراً لدورة كأس الخليج العربي الخامسة في بغداد عام 1399ه ثم في تصفيات مجموعة الرياض الآسيوية عام 1401ه وأعقبها تصفيات كأس العالم بأسبانيا عام 1982م».

## عدد أهدافه
سجل في مشواره حوالي (30) هدفاً أولها في مرمى أحد موسم 1397ه وكان هدف الفوز الثاني (1/2) وآخر أهدافي ثلاثة أهداف (هاتريك) في شباك أحد أيضاً في دوري 1402ه وفزنا بهذه المباراة (5/صفر).

## اسهاماته مع النصر
- الفوز ببطولة الدوري الممتاز مرتين عام 1980,1981
- الفوز بكأس الملك مرة عام 1981

## وصلات خارجية ومصادر
- أهملني الهلاليون فخطفني النصراويون من الناصرية